# Воля (Первомайський район)
Во́ля — село в Україні, в Арбузинській селищній громаді Первомайського району Миколаївської області. Населення становить 135 осіб.